# Choi Mi-sun
Choi Mi-sun (n. 1 iulie 1996, Gwangju, Coreea de Sud) este o arcașă ce a reprezentat Coreea de Sud, medaliată olimpică. A participat la o ediție a Jocurilor Olimpice (2016) în care a câștigat o medalie de aur.